# Старое кладбище (Харбин)
Старое кладбище (также Покровское кладбище) — не сохранившееся русское православное кладбище в Харбине, в Китае.

## История
Уже в первые месяцы существования Харбина, когда город делал свои первые шаги и только планировались главные улицы, нужно было выбрать и место под кладбище. Вдалеке, как тогда казалось, от центральных дорог и построек, в Новом городе отвели место под первый харбинский погост. На этом кладбище были могилы воинов, погибших во время восстания ихэтуаней, а также могилы первых строителей КВЖД и города Харбина. Город быстро разрастался — всего лишь через 20 лет территория кладбища оказалось практически в центре города. В 1908 году открывается Успенское кладбище, получившее у здешних жителей название «Новое». На его территории был построен храм Успения Пресвятой Богородицы. А первое место захоронений на Большом проспекте стали именовать «Старым».
В 1930 году земельное управление выделило православной украинской общине участок на кладбище под строительство Покровской церкви. Храм был заложен 1 июня 1930 года и построен в византийском стиле по проекту гражданского инженера Юлия Петровича Жданова на средства прихода и русских жителей Харбина. 14 декабря 1930 года храм был освящен митрополитом Мефодием (Герасимовым) в честь Покрова Пресвятой Богородицы. Стоимость постройки составила 32 тысячи иен, большую часть из которых приход получил в качестве займа.
В 1957 году городские власти Харбина приняли решение о том, что Старое кладбище рядом с Покровским храмом и Новое (Успенское) кладбища будут закрыты. Всем желающим было предложено перенести памятники своих родных и их останки на кладбище Хуаншань.

## Захоронения
См. также Похороненные на Старом кладбище в Харбине